# God Forgives, I Don't
God Forgives, I Don't è il quinto album del rapper statunitense Rick Ross, che è stato pubblicato il 31 luglio 2012 sotto le case discografiche Warner Bros. Records, Def Jam Recordings e la sua casa discografica Maybach Music Group.

## Informazioni
In diretta al "Breakfast club", la trasmissione mattutina dell'emittente radiofonica Power 105.1, Rick Ross ha annunciato il suo nuovo album intitolato God Forgives, I Don't. Rick Ross aveva annunciato l'uscita del suo quinto album, God Forgives, I Don't, per il 13 dicembre 2011, tuttavia è stato confermato il 17 novembre 2011 che l'album è stato rinviato per la pubblicazione nel 2012.
Durante la conferenza stampa organizzata dalla casa discografica di Rick Ross la Maybach Music Group il 2 maggio 2012 ha annunciato che God Forgives, I Don't uscirà il 31 luglio 2012. Ha inoltre confermato che nell'album saranno presenti artisti di grande importanza come Dr. Dre, Mary J. Blige, Jay-Z e molti altri. Durante la MMG Press Conference ha affermato:
"God Forgives, I Don't is a very dark story. It's extremely lyrical, the music is next level. I'm expecting nothing but the biggest results. The collaborations will surprise you guys."
"God Forgives, I Don't è una storia molto oscura. è estremamente lirica, la musica è ad un altro livello. Non mi aspetto che i migliori risultati. Le collaborazioni vi sorprederanno ragazzi."
Il 12 giugno 2012, Ross ha pubblicato la cover ufficiale dell'album.

## Singoli
Il 15 maggio 2012 distribuisce un nuovo singolo con Usher chiamato Touch'n You per promuovere l'album in uscita. La Settimana dopo pubblica So Sophisticated con la collaborazione di Meek Mill, e il 2 luglio Ross distribuisce un terzo singolo Hold Me Back. Il 19 luglio pubblica il quarto singolo 3 Kings con Dr. Dre e Jay-Z.
Ha annunciato che tutte le tracce che sono state pubblicate in precedenza come I Love My Bit*hes, You The Boss con Nicki Minaj e 9 Piece con Lil Wayne non saranno presenti nell'album.

## Track listing
L'8 giugno Rick Ross ha rilevato la tracklist ufficiale dell'album.
| #  | Traccia          | Produttore/i             | Featuring       | Durata |
| -- | ---------------- | ------------------------ | --------------- | ------ |
| 1  | Pray For Us      | Harry Fraud              | -               | 0:59   |
| 2  | Pirates          | Kenoe                    | -               | 3:23   |
| 3  | 3 Kings          | Jake One                 | Dr. Dre & Jay-Z | 4:21   |
| 4  | Ashamed          | Cool & Dre               | -               | 4:16   |
| 5  | Maybach Music IV | J.U.S.T.I.C.E. League    | Ne-Yo           | 5:14   |
| 6  | Sixteen          | J.U.S.T.I.C.E. League    | André 3000      | 8:15   |
| 7  | Amsterdam        | Cardiak                  | -               | 3:44   |
| 8  | Hold Me Back     | G5                       | -               | 4:30   |
| 9  | 911              | Young Shun               | -               | 5:29   |
| 10 | So Sophisticated | The Beat Bully, Jofmoney | Meek Mill       | 4:07   |
| 11 | Presidential     | Pharrell Williams        | Elijah Blake    | 4:09   |
| 12 | Ice Cold         | Lee Major                | Omarion         | 3:49   |
| 13 | Touch'N You      | Rico Love, Mr. Morris    | Usher           | 4:12   |
| 14 | Diced Pineapples | Cardiak                  | Wale & Drake    | 4:36   |
| 15 | Ten Jesus Pieces | J.U.S.T.I.C.E. League    | Stalley         | 6:51   |

Deluxe Editon Bonus Track
| #  | Traccia            | Produttore/i          | Featuring   | Durata |
| -- | ------------------ | --------------------- | ----------- | ------ |
| 16 | Triple Beam Dreams | J.U.S.T.I.C.E. League | Nas         | 4:22   |
| 17 | Rich Forever       | DVLP & Filthy         | John Legend | 5:05   |